# Антонио Милошоски
Антонио Милошоски (на македонска литературна норма: Антонио Милошоски) е политик от партията ВМРО-ДПМНЕ, Северна Македония, министър на външните работи в първото и второто правителство на Никола Груевски. Член е на Изпълнителния комитет на ВМРО-ДПМНЕ.

## Образование
Милошоски е роден на 29 януари 1976 година в Тетово. Завършва средното си образование през 1994 г. в гимназията „Мирко Милевски“ в Кичево. През 1999 г. завършва Юридическия факултет в Скопския университет. През 2002 г. завършва магистратура по евроинтеграция при Университета „Фридрих Вилхелм“ в Бон, Германия. От април 2005 до август 2006 година работи като научен сътрудник към Института за политически науки при Университета „Герхард Меркатор“ в Дуисбург, Германия, където става доктор на политичките науки.
Милошоски е женен. Говори английски и немски език.

## Професионален път
През 1999 и 2000 г. Милошоски е шеф на Кабинета на заместник-председателя на Правителството на Република Македония, а в периода май 2000 – септември 2001 г. говорител на правителството. От 1997 – 98 година е и подпредседател на Съюза на младите сили на ВМРО-ДПМНЕ. За известен период е колумнист в „Дневник“ и „Утрински вестник“. Участва в множество обучения организирани от международни образователни институции. Основател е на гражданското сдружение Младежки евроатлантически форум със седалище в Скопие.

## Галерия
- Среща на министър Милошоски с държавния секретар на САЩ Кондолиза Райс, 2008 г.
- Обща снимка, от ляво надясно: Никола Груевски, Джордж Буш, Бранко Цървенковски, Антонио Милошоски; Загреб, 2008 г.